# Blechnum microphyllum
Blechnum microphyllum là một loài thực vật có mạch trong họ Blechnaceae. Loài này được (Goldm.) C.V. Morton mô tả khoa học đầu tiên năm 1970.

## Hình ảnh

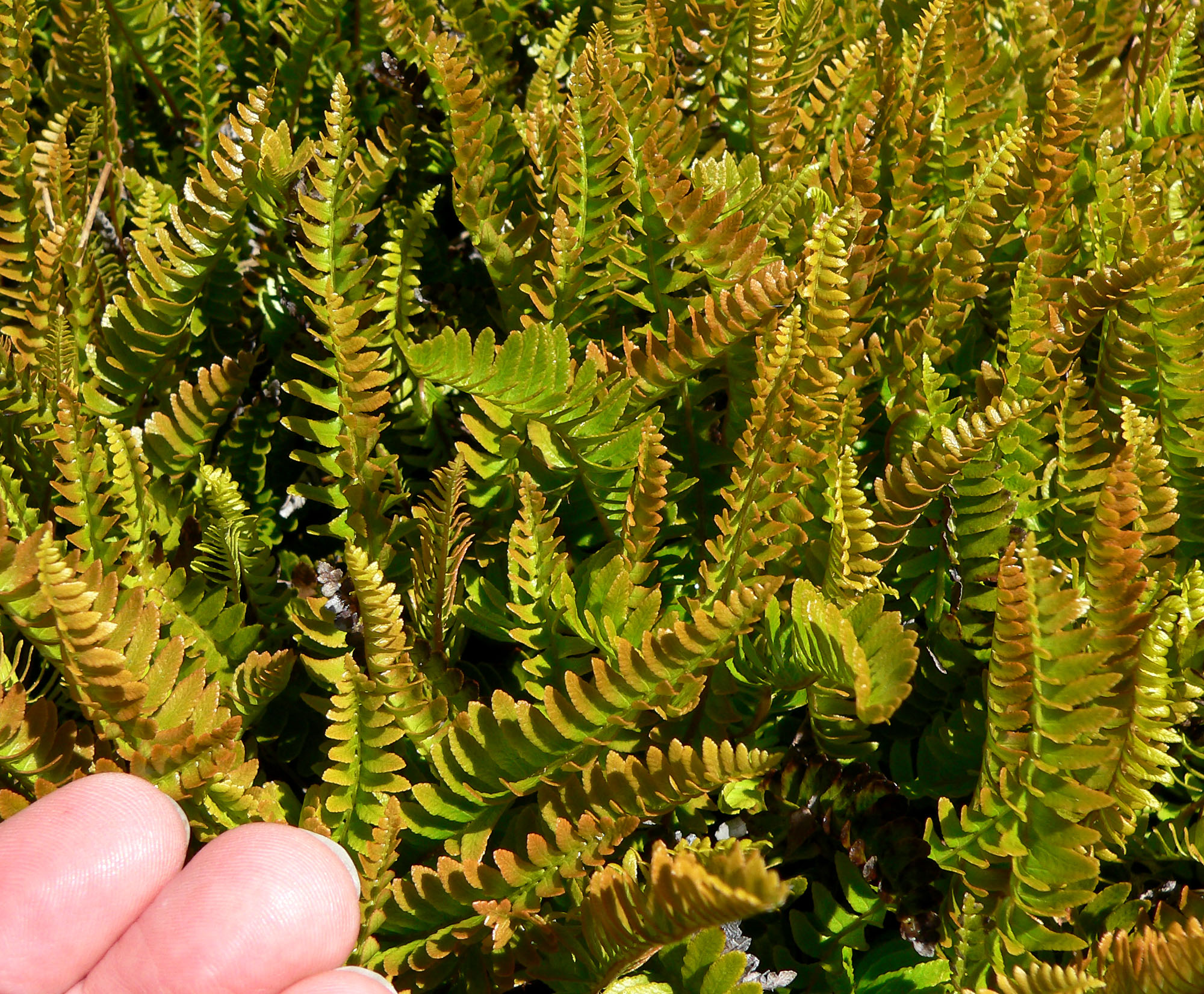
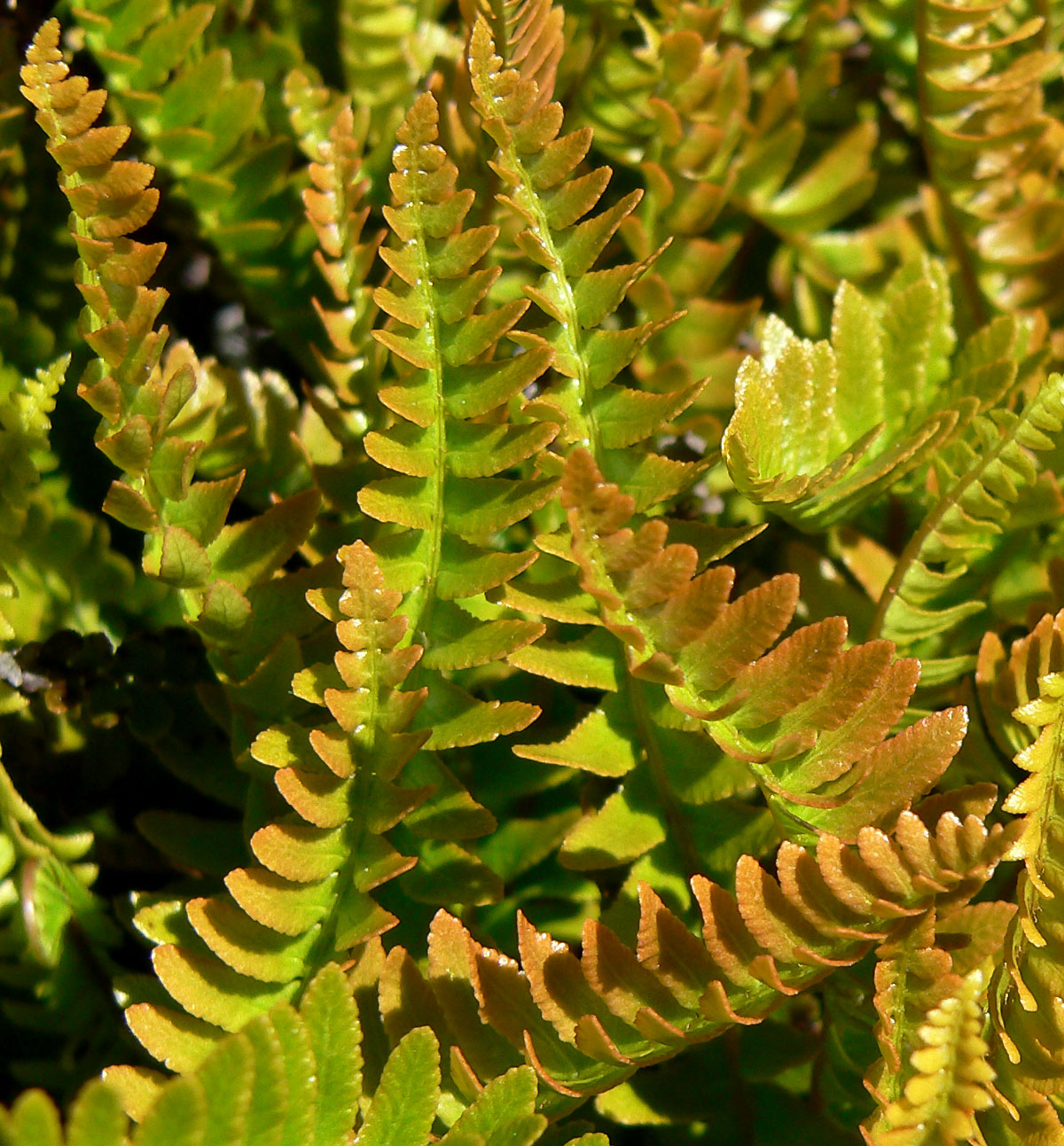